# Naoya Inoue
Naoya Inoue (井上 尚弥?, Inoue Naoya; Zama, 10 aprile 1993) è un pugile giapponese.
Campione del mondo in quattro categorie di peso, ha unificato il titolo mondiale dei pesi gallo divenendo nel 2019 campione WBA (Super), IBF e The Ring. Nel 2023 diventa campione del mondo indiscusso dei pesi supergallo. In precedenza, ha detenuto il titolo mondiale WBO dei supermosca dal 2014 al 2018 e il titolo WBC dei mosca leggeri nel 2014.
Considerato il miglior pugile giapponese di sempre, Inoue è soprannominato "The Monster" (Il Mostro) per il suo brutale stile di combattimento e la devastante forza dei suoi pugni nonostante un così esile fisico.  Attualmente detiene una percentuale di KO dell’89,3%. BoxRec lo ha eletto il più grande pugile giapponese pound-for pound di sempre ed il miglior peso gallo al mondo. Transnational Boxing Rankings Board (TBRB) e la rivista Ring Magazine lo classificano al secondo posto dei migliori pugili in attività di tutte le categorie.

## Biografia
Suo fratello minore Takuma è anch'egli pugile professionista, campione del mondo dei pesi gallo WBA.

## Carriera

### Carriera da dilettante
Inoue ha vinto nel 2009 i Campionati giapponesi juniores e Campionati scolastici. Nel 2010 conquista la medaglia di bronzo ai Giochi asiatici giovanili a Teheran, in Iran. Ha poi partecipato ai Campionati Mondiali Giovanili AIBA perdendo nel terzo turno contro Yosvany Veitía. Nello stesso anno vince l'argento ai Campionati nazionali giapponesi.
Nel luglio 2011 conquista la medaglia d'oro nella 21ª President's Cup a Jakarta, in Indonesia. Nello stesso anno vince di nuovo i Campionati interscolastici. Nel settembre 2011 vola a Baku per partecipare ai Campionati Mondiali Giovanili ma viene eliminato al terzo turno di nuovo da Yosvany Veitía. Nel 2012 prende parte al torneo di qualificazione per i Giochi olimpici di Londra arrivando in finale dopo aver dominato tutti gli avversari. In finale perde contro il kazako Birzhan Zhakypov.
Da pugile dilettante ha sostenuto 81 incontri riportando 75 vittorie di cui 48 per KO.